# Rochefort (Zwitserland)
Rochefort is een gemeente en plaats in het Zwitserse kanton Neuchâtel en telt 1041 inwoners.
Op 1 januari 2016 werd de buurgemeente Brot-Dessous opgenomen in de gemeente Rochefort.